# Primer Palacio de Justicia y Cárcel del Condado de Arthur
El Primer Palacio de Justicia  y Cárcel del Condado de Arthur (en inglés, First Arthur County Courthouse and Jail) fue quizás el palacio de justicia más pequeño de los Estados Unidos, y ahora sirve como museo.
Ubicado en Marshall St. entre Fir y Elm Sts. en Arthur, en el estado de Nebraska (Estados Unidos). Mide 7,9 x 8,5 m Y se construyó en 1914, y la cárcel se construyó en 1915, como los primeros edificios gubernamentales en el recién formado condado de Arthur. El palacio de justicia fue diseñado por J. S. Noll con algunos elementos de estilo italiano. La propiedad se incluyó en el Registro Nacional de Lugares Históricos en 1990; la lista incluía dos edificios contribuyentes.